# 斯洛特号护航驱逐舰
斯洛特号护航驱逐舰（英語：USS Sloat，舷号：DE-245），是美国海军于第二次世界大战期间建造的一艘埃德索尔级护航驱逐舰，其舰名取自1812年战争和美墨战争期间的约翰·D·斯洛特少将。
该舰由J·B·迪森（J. B. Deason）女士冠名，于1942年11月21日在德克萨斯州休斯敦布朗造船公司铺设龙骨，随后于1943年1月21日下水。1943年8月16日，斯洛特号正式服役，交由埃德蒙·欧内斯特·加西亚少校指挥。

## 设计与装备
埃德索尔级护航驱逐舰的设计与巴克利级护航驱逐舰类似，均采用长船体并建有较高的舰桥。该级护航驱逐舰配备3英寸（76毫米）50倍径单装主炮，后续曾计划更换为5英寸（127毫米）38倍径主炮，但最终没有实际执行。该级护航驱逐舰由4台费尔班克斯-莫尔斯38D8-1/8-10内燃机提供动力，总功率最高可达6000匹马力，最高航速21节。其燃料舱可携带312吨重油，在12节航速下航程可达11000海里。此外，该级舰船还配备有较完善的侦查搜索系统，包括SL或SU水面雷达、SA对空雷达、QC声呐系统以及用于监听潜艇无线电的HF/DF天线。

## 服役历史
1943年8月28日，斯洛特号驶离船厂前往路易斯安那州新奥尔良，随后于9月5日出发前往百慕大进行试航调整。10月7日至17日，她返回南卡罗来纳州查尔斯顿接受检修，22日，她在纽约加入UGS-22船团，护送这些船只前往弗吉尼亚州诺福克并返航。11月11日，斯洛特号在纽约加入UGS-24船团，护送她们经诺福克前往北非，12月2日，舰队抵达卡萨布兰卡，5天后，斯洛特号护送GUS-26船团返回美国，最终于圣诞节当天抵达纽约。
1944年1月10日，斯洛特号护送UGS-30船团前往卡萨布兰卡，2月22日，她又跟随GUS-29船团返航。斯洛特号于3月10日加入的UGS-36船团由72艘商船和18艘坦克登陆舰组成，4月1日，船队在阿尔及尔以西56英里处遭遇纳粹德国空军空袭，期间舰队击落2架、击伤2架敌机，但队内仅有1艘船只受损，4月3日，舰队抵达比塞大。8天后，斯洛特号护送另一批船队返航，最终于5月1日抵达纽约。
结束在缅因州卡斯柯湾开展的训练后，斯洛特号于5月24日加入围绕的黎波里号护航航空母舰组建的猎潜大队，跟随其北上纽芬兰阿真舍并在附近海域执行相关任务。6月15日，斯洛特号被调至第23.9特混舰队，前往加勒比地区执行任务，此后她又重新回到纽芬兰海域活动。10月9日，斯洛特号返回纽约，此后直至年末，她都在美国东岸执行任务。1945年1月24日，斯洛特号重新加入猎潜大队，跟随其前往北大西洋搜寻U型潜艇，此后一段时间，她继续在美国东岸及加勒比地区活动。
7月15日，斯洛特号被调往太平洋战区，她于26日抵达加利福尼亚州圣迭戈并于5天后启程前往珍珠港。8月7日，斯洛特号抵达夏威夷，随后继续西行前往西太平洋协助处置战后事宜。8月20日至1946年5月1日，斯洛特号多次往返塞班岛、关岛、埃内韦塔克环礁、加罗林群岛、硫磺岛、上海等地运输物资，随后她启程返航，最终于5月20日抵达查尔斯顿。
9月12日，斯洛特号驶抵格林科夫斯普林斯封存，随后于1947年8月6日退役。1971年1月2日，斯洛特号自美国海军除籍，随后于次年4月5日被出售拆解。

## 荣誉
斯洛特号服役期间所获荣誉如下：
|  |             |  |
|  | Bronze star |  |

| 美国战役奖章 |                                        |                        |
| 亚太战役奖章 | 欧洲-非洲-中东战役奖章 （1枚战斗之星） | 第二次世界大战胜利奖章 |

## 历任舰长
| 姓名       | 译名                   | 军衔 | 所属军种       | 任职时间      |
| ---------- | ---------------------- | ---- | -------------- | ------------- |
|            | 埃德蒙·欧内斯特·加西亚 | 少校 | 美国海军       | 1943年8月16日 |
|            | W·A·卡什曼             | 少校 | 美国海军预备役 | 1944年1月31日 |
|            | G·B·阿特伯里           | 少校 | 美国海军预备役 | 1945年5月     |
|            | A·S·兰恩               | 上尉 | 美国海军预备役 | 1945年6月     |
|            | 亨利·瓦尔特·安塞尔     | 上尉 | -              | 1946年2月     |
| 参考文献： |                        |      |                |               |